# Alderwood Manor
Alderwood Manor és una concentració de població designada pel cens dels Estats Units a l'Estat de Washington. Segons el cens del 2000 tenia 15.329 habitants.

## Demografia
Segons el cens del 2000 Alderwood Manor tenia 15.329 habitants, 5.558 habitatges, i 4.090 famílies. La densitat de població era de 1.233 habitants per km².
Dels 5.558 habitatges en un 40,6% hi vivien nens de menys de 18 anys, en un 60,4% hi vivien parelles casades, en un 9,2% dones solteres, i en un 26,4% no eren unitats familiars. En el 19,4% dels habitatges hi vivien persones soles el 5,9% de les quals corresponia a persones de 65 anys o més que vivien soles. El nombre mitjà de persones vivint en cada habitatge era de 2,75 i el nombre mitjà de persones que vivien en cada família era de 3,17.
Per edats la població es repartia de la següent manera: un 28,1% tenia menys de 18 anys, un 7,1% entre 18 i 24, un 34,5% entre 25 i 44, un 21,6% de 45 a 60 i un 8,7% 65 anys o més.
L'edat mediana era de 35 anys. Per cada 100 dones de 18 o més anys hi havia 96,4 homes.
La renda mediana per habitatge era de 61.199 $ i la renda mediana per família de 68.679 $. Els homes tenien una renda mediana de 45.807 $ mentre que les dones 33.099 $. La renda per capita de la població era de 24.012 $. Aproximadament el 2,4% de les famílies i el 3,6% de la població estaven per davall del llindar de pobresa.

## Poblacions properes
El següent diagrama mostra les poblacions més properes.